# مدفع دبابة

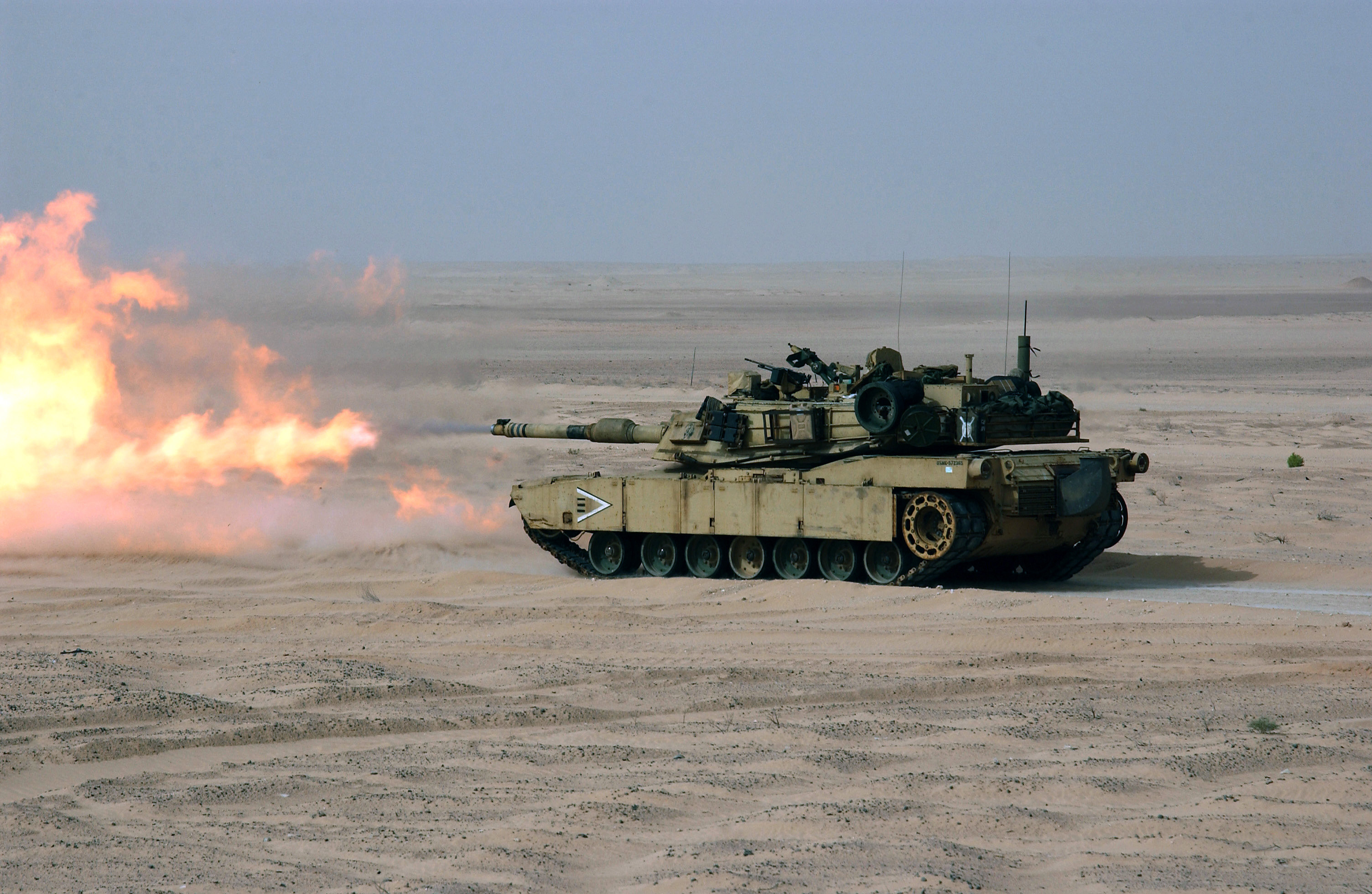
دبابة أم1 أبرامز تستخدم مدفع 120 مم.

مدفع دبابة هو السلاح الأساسي لدبابات. مدافع الدبابات الحديثة هي ذات العيار الثقيل والسرعة العالية، وتستطيع المدافع إطلاق قذائف ثاقبة بالطاقة الحركية وقذائف عالية التفجير مضادة للدبابات، وفي بعض الأحيان الصواريخ موجهة.